# Талинське міське поселення
Тали́нське міське поселення (рос. Талинское городское поселение) — міське поселення у складі Октябрського району Ханти-Мансійського автономного округу Тюменської області Росії.
Адміністративний центр та єдиний населений пункт — селище міського типу Талинка.
Населення сільського поселення становить 3559 осіб (2017; 4121 у 2010, 4844 у 2002).